# Паннонхальма
Паннонхальма, (венг. Pannonhalma, [ˈpɒnːonhɒlmɒ], до 1965 — Дьёрсентмартон (венг. Győrszentmárton) — город в медье Дьёр-Мошон-Шопрон в Венгрии. Население — 4098 человек (2001). Главной достопримечательностью города является бенедиктинское аббатство, входящее в список мирового культурного наследия ЮНЕСКО.

## География и транспорт
Город расположен в 21 километре к юго-востоку от Дьёра. Город стоит на железнодорожной магистрали Дьёр — Веспрем, через него проходит автодорога, ведущая из Дьёра на юг страны. Паннонхальма связана с Дьёром регулярным автобусным и железнодорожным сообщением.

## Аббатство
Бенедиктинское аббатство Паннонхальма построено на вершине холма св. Мартона (Мартина), высотой 282 метра. Название холма связано с преданием, что именно здесь родился святой Мартин Турский.
Согласно некоторым источникам аббатство Паннонхальма — второе по величине в мире после старейшего монастыря Западной Европы — Монтекассино.
Монастырь был основан в 996 году отцом короля Иштвана Святого князем Гезой. На протяжении столетий он неоднократно подвергался разорению и перестраивался, в результате чего в архитектуре Паннонхальмы переплелись черты самых различных стилей — романского, готики, барокко, неоклассицизма.
Самое значительное сооружение Паннонхальмы — монастырская базилика Святого Мартина. Храм был построен в XII веке в готическом стиле и с тех пор неоднократно перестраивался. Наиболее древняя часть базилики — крипта, которая сохранилась от первоначальной постройки.
Монастырская библиотека — самое крупное негосударственное собрание книг страны, насчитывает более 360 000 томов. Современное здание построено в 1820 году. В библиотеке хранится большое число уникальных документов, в том числе первый памятник венгерской письменности — грамота об образовании Тиханьского аббатства на Балатоне.
В монастыре давние образовательные традиции, при нём в Средние века была основана первая в Венгрии школа при монастыре. В настоящее время при нём функционирует бенедиктинский колледж для мальчиков.
Аббатство Паннонхальма — действующий монастырь, в нём живёт сейчас около 50 монахов.

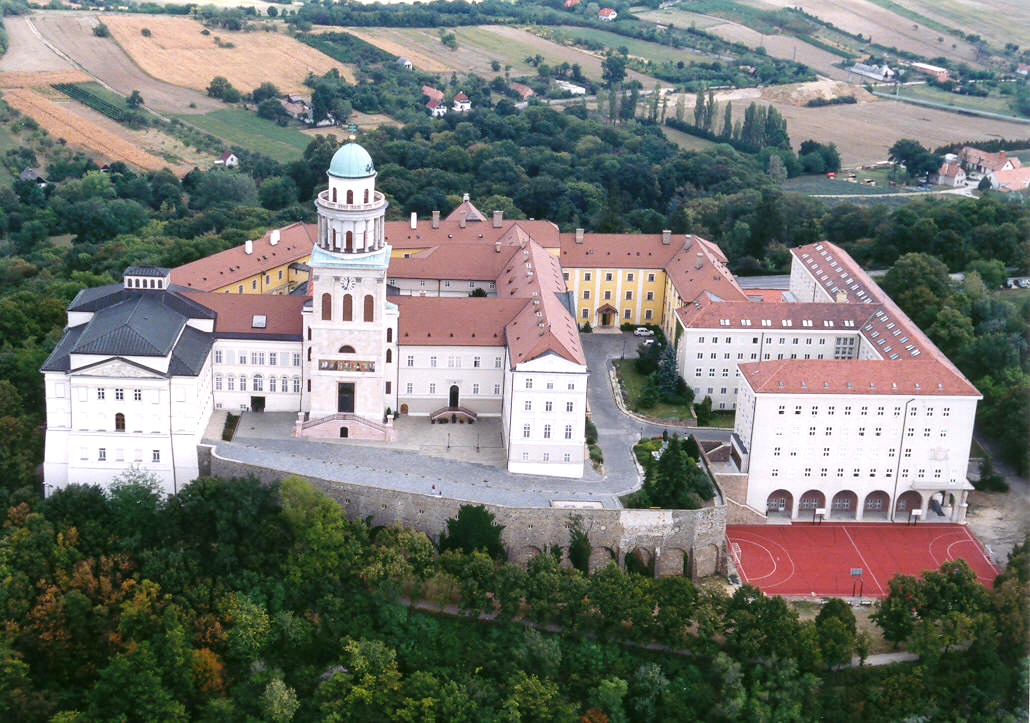
Панорама аббатства в Паннонхальме

## Население
| Год  | Численность | Численность |
| ---- | ----------- | ----------- |
| 2013 | 3890        | [ 3 ]       |
| 2014 | 3925        | [ 4 ]       |
| 2018 | 4021        | [ 5 ]       |
| 2022 | 3477        | [ 6 ]       |
| 2023 | 3860        | [ 7 ]       |
| 2024 | 3919        | [ 2 ]       |

## Города-побратимы
- Дольне Салиби, Словакия
- Энген, Германия